# Vachendorf (Prien am Chiemsee)
Vachendorf ist ein Dorf im Gemeindebereich des Marktes Prien am Chiemsee im Landkreis Rosenheim (Bayern) mit rund 55 Einwohnern. Vachendorf liegt zentral zwischen den größeren Ortschaften Prien am Chiemsee, Bernau am Chiemsee, Frasdorf und Aschau im Chiemgau. Es ist aufgrund seiner Nähe zum Chiemsee, dem Schloss Wildenwart und einem Landschaftsschutzgebiet als Wanderpunkt in der Region beliebt.

## Geschichte
Der Name Vachendorf ist keltischen Ursprungs. Zahlreiche Spuren in der Umgebung von Vachendorf verweisen auf eine Römerstraße, die an dem Fluss Prien entlangführte.

## Verkehr
Es besteht Bahnanbindung nach Aschau im Chiemgau, Prien und Rosenheim über die Chiemgaubahn.